# Prison des Sans-Culottes
La prison des Sans-Culottes était une prison de Nantes sous la Révolution.

## La prison
En raison de la surpopulation de la prison du château des ducs de Bretagne, la maison des Pénitentes, située à l'angle de la rue des Pénitentes et de la place du Port-Communeau est utilisée en mars 1793 comme lieu de détention pour les paysans insurgés contre la levée en masse et est alors placé sous la direction du concierge Fleurdepied. 
Cette utilisation n’est alors que temporaire. Alors que le bâtiment est utilisé le 14 avril 1793 pour loger des soldats volontaires républicains, il est rapidement évacué « parce que les lits étaient remplis de vermine. » 
Peu après, la maison des Pénitentes, renommée prison des Sans-Culottes est utilisée comme prison militaire. Quelques suspects y sont cependant envoyés ponctuellement. En frimaire an II, la commission militaire qui siégeait au château y tient ses séances. 
Les commissaires inspecteurs visitent la prison le 26 juin 1794 :

« 150 prisonniers militaire, et ils ont observé que cette prison, entre une petite rue et une petite cour, ne pouvait jamais être salubre, et que, ce qui contribue à l’état d’infection dans lequel elle est, c’est l’exiguïté de toutes les fenêtres et la grande quantité de bailles à excréments répandues dans toutes les salles, faute de latrines. Il n’est pas étonnant que le nombre des malades y soit relativement excessif. »

Après la démission du concierge Gerardeaux en juillet 1794, la prison est reconvertie en hôpital le mois suivant. 